# Сисакян, Иосиф Норайрович
Иосиф Норайрович Сисакян (8 марта 1938, Москва — 9 ноября 1995, Москва) — советский и российский учёный, специалист в области компьютерной оптики, лазерной физики, вычислительной техники и научного приборостроения, профессор, доктор физико-математических наук, лауреат Государственной премии Российской Федерации, действительный член Академии инженерных наук РФ, действительный член Нью-Йоркской Академии наук, начальник — главный конструктор Центрального конструкторского бюро уникального приборостроения Российской академии наук (в настоящее время — Научно-технологический центр уникального приборостроения Российской академии наук).

## Биография
Сын советского биохимика, академика АН СССР, Норайра Сисакяна. Брат физика академика Алексея Сисакяна
- 1955—1961 годы — учился в Московском государственном университете им. М. В. Ломоносова на физическом факультете[1]
- 1969 год — присуждена учёная степень кандидата физико-математических наук (Взаимодействие адронов высокой энергии в статистической теории)
- 1961—1982 годы — аспирант, младший научный сотрудник, учёный секретарь института, заведующий сектором в Физическом институте им. П. Н. Лебедева АН СССР[2] (ФИАН)
- 1982 год — присуждена учёная степень доктора физико-математических наук (Формирование волновых фронтов когерентного электромагнитного излучения в продольно и поперечно-неоднородных средах[3])
- 1982—1986 годы — заведующий лабораторией, заведующий отделом в Институте общей физики АН СССР[4]
- 1986—1995 годы — начальник-главный конструктор Центрального конструкторского бюро уникального приборостроения Российской академии наук[5]
- 1992 год — присвоено учёное звание профессора по специальности «Техника физического эксперимента, физика приборов, автоматизация исследований»
- 1992 год — Государственная премия Российской Федерации[6] в области науки и техники «За разработку и внедрение интегрированных лазерных и плазменных технологий создания изделий новой техники авиационного и космического назначения»

Похоронен в Москве на Новодевичьем кладбище.

## Научная деятельность
И. Н. Сисакян начал свою активную научную деятельность под руководством Игоря Евгеньевича Тамма и последовательно прошёл путь от аспиранта Теоретического отдела ФИАН до главного конструктора ведущего приборостроительного института Академии наук СССР, создателя новой школы учёных в области научного приборостроения.
И. Н. Сисакян — один из создателей новой области фундаментальных и прикладных исследований — компьютерной оптики. Его работы в этой области позволили создать принципиально новые оптические элементы и технические средства на их основе для лазерной физики, оптики, вычислительной техники, приборостроения, робототехники и медицины.
И. Н. Сисакяну принадлежат пионерские работы по созданию автоматизированных систем расчёта, проектирования и реализации оптических элементов и высококачественных комплексов на их основе. Широко известны в научном сообществе его основополагающие работы по разработке средств передачи и обработки информации по нелинейным каналам, в которых показаны принципиально новые информационные возможности нелинейных систем. Он впервые указал типы сигналов и адекватных им кодов, характерных для нелинейных систем, позволивших значительно повысить скорость передачи и обработки информации с малыми искажениями. Под его научным руководством развит новый подход к проектированию оптических вычислительных систем, основанный на специальном выборе формы импульсов и волноводных мод для передачи информации. Эти результаты внесли существенный вклад в развитие нового научного направления в теории передачи информации, создании автоматизированных систем.
И. Н. Сисакян предложил и эффективно использовал гибридные системы автоматизации, сочетающие в себе оптические аналоговые системы обработки информации с цифровыми методами обработки и управления.
Он является автором более 300 научных публикаций, изобретений и патентов.
Являлся Председателем Совета директоров Ассоциации «Академприбор», координирующей работы по научному приборостроению в СССР (России).
И. Н. Сисакян большое внимание уделял подготовке научных кадров. В течение многих лет был профессором Московского физико-технического института, под его руководством выросли более 30 докторов и кандидатов наук.
Один из организаторов издания и главный редактор Международного сборника «Компьютерная оптика», член редакционной коллегии журнала «Научное приборостроение».